# Alboreda
Alboreda es una localidad española perteneciente a la parroquia de San Pedro de Muro, en el municipio de Puerto del Son, provincia de La Coruña. Cuenta con una población de 50 habitantes (INE 2019).

## Demografía
| Gráfica de evolución demográfica de Alboreda entre 2000 y 2020                                                       |
| |
| Población del Padrón Continuo por Unidad Poblacional a 1 de enero (INE) Población según el padrón municipal de 2019. |